# Nuno da Costa
Nuno Miguel da Costa Jóia (* 10. Februar 1991 in Praïa) ist ein kapverdisch-französischer Fußballspieler, der 3-maliger kapverdischer Nationalspieler ist.

## Karriere

### Verein
Costa begann 2003 bei der União Mercês Fußball zu spielen. Im Jahr 2012 unterschrieb er beim FC Aubagne. Für diesen spielte er in drei Saisons bis zum Sommer 2015. In der National 3 kam er für den Verein insgesamt zu 22 Toren in 66 Spielen. Anschließend wechselte er in die Ligue 2 zum FC Valenciennes. Am vierten Spieltag der Saison 2015/16 debütierte er nach später Einwechslung im Profibereich. Bei seinem nächsten Einsatz am sechsten Spieltag schoss er gegen den FCO Dijon sein erstes Tor für die Profis. Bis zum Saisonende schoss er insgesamt zehn Tore in 23 Ligaeinsätzen und kam in einem weiteren Pokalspiel zum Einsatz. In der gesamten Saison 2016/17 schoss er neun weitere Tore in 22 Ligaspielen, in denen er zum Einsatz kam.
Im Sommer 2017 wechselte Costa in die Ligue 1 zu Racing Straßburg. Dort kam er direkt am ersten Spieltag gegen Olympique Lyon das erste Mal zum Einsatz, als er direkt über die vollen 90 Minuten spielte. Anderthalb Monate später konnte er auch in Frankreichs höchster Spielklasse das erste Mal treffen, gegen den FC Nantes bei einer 1:2-Niederlage. Die Saison 2017/18 beendete er mit sieben Treffern und drei Vorlagen in 28 Spielen. In der Spielzeit 2018/19 schoss er dann acht Tore und gab fünf Vorlagen in 39 Partien und war somit absolute Stammkraft im Elsass. Zudem gewann er mit Straßburg die Coupe de la Ligue im Finale gegen EA Guingamp. In der Saison 2019/20 spielte er mit seinem Verein zunächst in der Europa-League-Qualifikation, scheiterte jedoch in der letzten Runde an Eintracht Frankfurt. Bis zur Winterpause verlor er seinen Stammplatz im Sturm und kam häufig nur noch zu Kurzeinsätzen. Insgesamt spielte er fünfmal in der Europa-League-Qualifikation und 14 Mal in der Ligue 1, wobei er einmal traf.
In der Winterpause 2020 wechselte er nach England in die Championship zu Nottingham Forest. Bis zum Saisonende 2019/20 spielte er dort zehnmal, ein Tor gelang ihm dabei jedoch nicht. Nach zwei weiteren Einsätzen zu Beginn der Saison 2020/21 wechselte Costa auf Leihbasis nach Belgien zu Royal Excel Mouscron. Hier war er wieder gesetzt und spielte 25 Mal, wobei er sechs Tore schoss und zwei weitere auflegte. Für die gesamte Saison 2021/22 wurde er dann an SM Caen in die Ligue 2 verliehen. Wettbewerbsübergreifend schoss er in 25 Partien zehn Tore und legte vier Tore vor.
Zur nächsten Saison 2022/23 wechselte er schließlich für zwei Millionen Euro zurück in die Ligue 1 zur AJ Auxerre. Auxerre stieg am Ende der Saison in die Ligue 2 ab und da Costa wechselte daraufhin im September 2023 zu Kasımpaşa Istanbul in die Türkei.

### Nationalmannschaft
Costa debütierte am 4. Juni 2016 in der Qualifikation zum Afrika-Cup gegen São Tomé und Príncipe für die kapverdische Nationalmannschaft, wobei er auch direkt das erste Mal für sein Land traf. Im Jahr 2018 kam er zu zwei weiteren Einsätzen in der Afrika-Cup-Qualifikation, spielte danach jedoch nicht mehr für die A-Nationalmannschaft.

## Erfolge
Racing Straßburg
- Französischer Ligapokalsieger: 2019

Nottingham Forest
- Aufstieg in die Premier League: 2022  (ohne Einsatz)